# Badanj (Velebit)
Badanj (1.638 m) je vrh u južnom dijelu Velebita na putu s ličke strane od Medaka preko zaravni Struga, prema kanjonu Velike Paklenice ili prema visoravni Velikom Rujnu i morskoj obali Jadrana.
Vrh je stožastog oblika i do njega nije težak pristup s velebitskih staza. S njega se pruža lijep pogled na Liku i Velebit.